# Cantón de Cozes
El cantón de Cozes era una división administrativa francesa, que estaba situada en el departamento de Charente Marítimo y la región de Poitou-Charentes.

## Composición
El cantón estaba formado por catorce comunas:
- Arces
- Barzan
- Boutenac-Touvent
- Brie-sous-Mortagne
- Chenac-Saint-Seurin-d'Uzet
- Cozes
- Épargnes
- Floirac
- Grézac
- Meschers-sur-Gironde
- Mortagne-sur-Gironde
- Saint-Romain-sur-Gironde
- Semussac
- Talmont-sur-Gironde

## Supresión del cantón de Cozes
En aplicación del Decreto nº 2014-269 de 27 de febrero de 2014, el cantón de Cozes fue suprimido el 22 de marzo de 2015 y sus 14 comunas pasaron a formar parte; trece del nuevo cantón de Estuario de Saintonge y una del nuevo cantón de Saujon.